# Melsomvik
Melsomvik is een plaats in de Noorse gemeente Sandefjord, provincie Vestfold. Melsomvik telt 1547 inwoners (2007) en heeft een oppervlakte van 1,34 km².